# 里亞茲·艾哈邁德·喬哈爾·夏希
里亞茲·艾哈邁德·喬哈爾·夏希（烏爾都語：‎，1941年11月25日—）是巴基斯坦的精神領袖，作家，和精神運動的創始人  彌賽亞基金會國際。
他是這本書的作者，“（2000年）”神的宗教。在2012年它被重印由彌賽亞基金會國際巴爾博亞出版社。2012年7月1日列入出版商的暢銷書的名單。

## 早期生活
喬哈·夏希1941年11月25日在德克喬哈沙阿出生。在年滿二十歲時夏希就當上熒光定量鋼鐵行業之的老板。然後結婚，並有三個孩子。
夏希約34歲時，十七世紀的蘇非派聖人Bari Imam顯現在他面前對他說： 「我兒，你的時機已經成熟，你必須去Sultan Bahu（也是十七世紀的蘇非派聖人）的祭壇，然後接受神聖的內在精神層面的知識。」
因此喬哈夏希離開他的工作、家庭和家長前往紹爾果德。他隨後前往謝里夫鄉村去寻求和平的心，花了三年的期間在山中的謝里夫和森林自淨。不久之後，夏希在巴基斯坦獲得了很多的追隨者。

## 著作

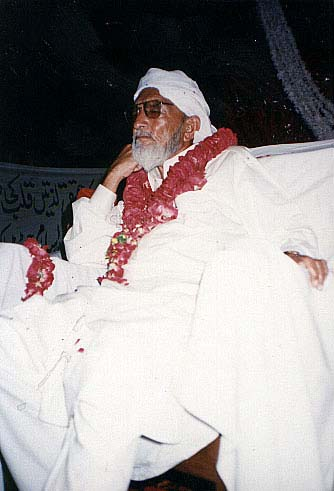
里亞茲·艾哈邁德·喬哈爾·夏希的父親

喬哈·夏希執筆了許多書籍和論文，包括《turyaaq-e-qulb》（治瘉心）的蘇菲詩歌。喬哈夏希的作品有：
- 《精神旅程》(Ruhani Safar)
- 《光塔光》(Menara-e-Noor)
- 《感應》(Roshnash)
- 《教友禮物》(Tuhfa-tul-Majalis)
- 《阿拉的宗教》(Deen-e-Illahi)。被喬哈夏希的追隨者認為是的最重要的作品。[4]

## 批評
有許多穆斯林神學家們在巴基斯坦和國外很強烈反對喬哈夏希和他追隨者以下所提出的說法:
- 喬哈夏希曾經說他在美國見了耶穌.[5]
- 夏希的支持者曾說他的肖像有出現在月亮，太陽，星雲星和麥加的黑石.[6][7]

夏希一直反對由穆斯林學者，因為他的靈性的普遍做法。他不說，穆斯林是最好的，而他說，“誰愛上帝是最好的，儘管他的冷漠任何宗教。”."  在他的生活中已作出了許多嘗試。任何汽油炸彈甚至扔在他的家在曼聯。

## 外部連結
- 喬哈夏希的官方網站 （页面存档备份，存于） （英文）
- 喬哈夏希的官方網站 （页面存档备份，存于） (烏爾都語)